# Hundstein
Hundstein (též Hoher Hundstein, 2 117 m n. m.) je nejvyšší hora pohoří Dientener Berge. Nachází se na území okresu Zell am See v rakouské spolkové zemi Salcbursko. Leží asi 12 km jihovýchodně od Saalfelden am Steinernen Meer a 9 km východně od Zell am See.

## Přístup
Na vrchol lze vystoupit po značených cestách z několika směrů. Východiskem může být Taxenbach, Dienten am Hochkönig, Maria Alm am Steinernen Meer či samota Gasthof Waldheim.